# Гармонія сфер

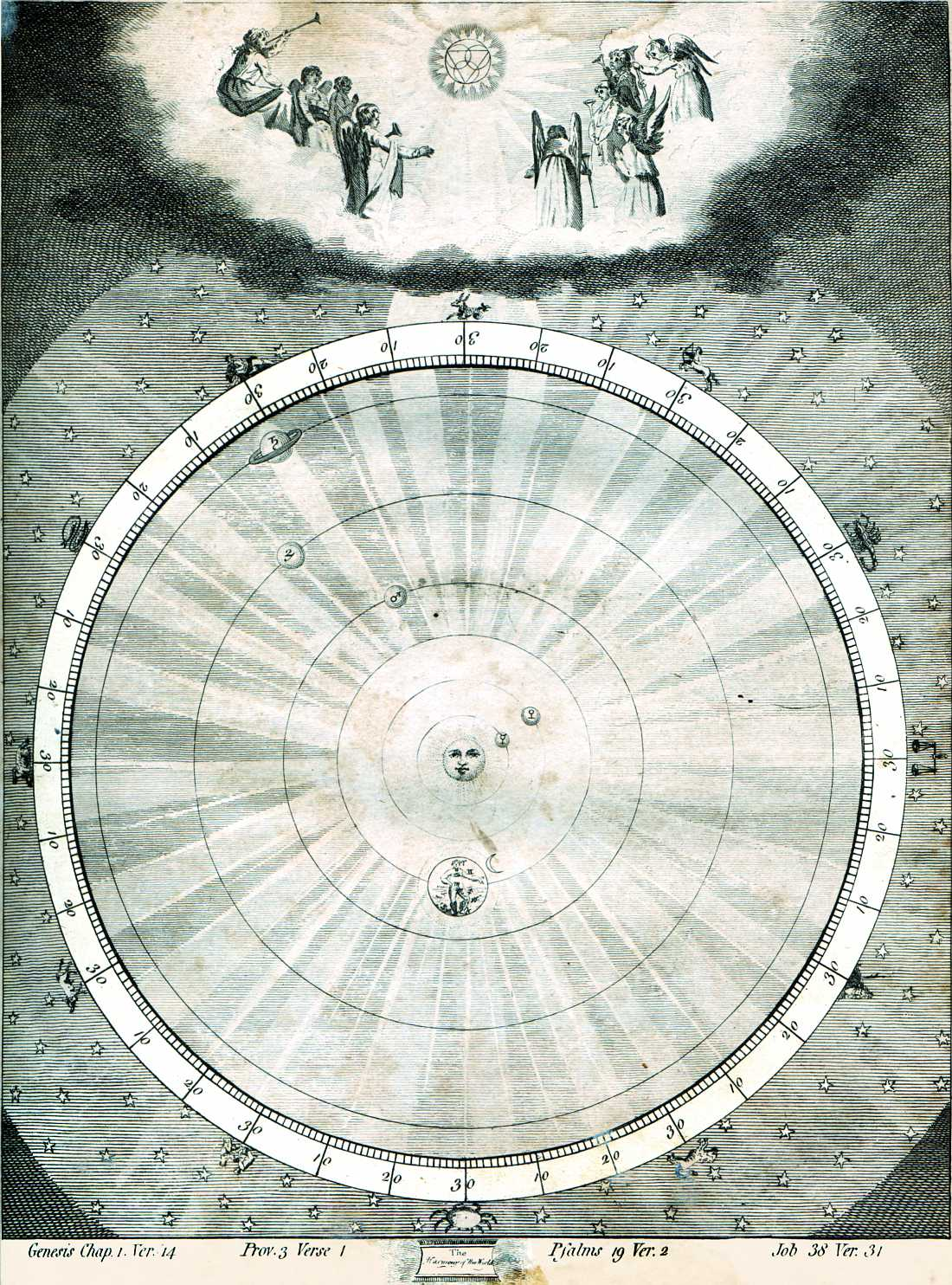
Гармонія світу, 1806 р.

Гармо́нія сфер, гармонія світу (лат. harmonia mundi), світова музика (лат. musica mundana) — античне і середньовічне вчення про музично-математичне влаштування космосу, характерне для піфагорійської і платонічної філософської традицій. Сутність гармонії сфер у викладі Аристотеля наступна: «Рух [світил] породжує гармонію (ἁρμονίαν), оскільки звуки, що виникають при цьому [русі] благозвучні (σύμφωνοι ψόφοι) <…> швидкості [світил], розраховані в залежності від відстані [між ними], виражаються числовими відносинами консонанс (τοὺς τῶν συμφωνιῶν λόγους)».
Астрономія до Евдокса не знала сфер. Платон говорить про «кола» (греч. κύκλοι), Аристотель про «небесні світила», або «зорі» (греч. ἄστρα). У латинській науці пізньої античності та середньовіччя те саме поняття найчастіше передається як musica mundana (Боецій), harmonia caeli, musica caelestis («небесна гармонія», «небесна музика» Макробія) і т. ін.
У найдавнішому вигляді (у Піфагора) гармонія сфер являла собою пропорцію тільки чотирьох чисел 6:8:9:12, що містить у собі всі три види середніх — геометричне, арифметичне і гармонічне; так її описують у «Арифметиці» Нікомах («найдосконаліша гармонія», τελειοτάτη ἁρμονία, Arithm. II,29) і Боецій («найдосконаліша гармонія», maxima perfectaque armonia, Arithm. II, 54). Перше в історії вчення про гармонію сфер виклав Платон в десятій книзі діалогу «Держава» (616b-617d). У небесній «гармонії» (в сенсі октавного ладу) 8 ступенів: зоряне небо (вищий тон), Сатурн, Юпітер, Марс, Меркурій, Венера, Сонце, Місяць (нижчий тон). Платонівське вчення, викладене у формі міфу про загробні подорожі Ера, не містить математичних відношень, натомість філософ змальовує багатоголосну звукову картину:
Всіх валів вісім, вони вкладені один в іншій, їхні краї зверху мають вигляд кіл на загальній осі, так що зовні вони ніби утворюють безперервну поверхню єдиного валу, вісь же ця вскочила наскрізь через середину восьмого валу. Перший, зовнішній вал має найбільшу поверхню кола, шостий вал — другу за величиною, четвертий — третю, восьмий — четверту, сьомий — п'яту, п'ятий — шосту, третій — сьому, другий — восьму за величиною. <…> Все веретено в цілому, обертаючись, здійснює щоразу один і той же оберт, але при його обертальному русі внутрішні сім кіл повільно повертаються в напрямку, протилежному обертанню цілого. З них лише швидше рухається восьме коло, на другому місці за швидкістю — сьоме, шосте і п'яте, які рухаються з однаковою швидкістю; на третьому місці, як їм було помітно, стоять обертальні обороти четвертого кола; на четвертому місці знаходиться третього кола, а на п'ятому — другий. Обертається ж це веретено на колінах Ананко (Необхідності). Зверху на кожному з кіл веретена сидить по Сирені; обертаючись разом з ними, кожна з них видає тільки один звук, завжди тієї ж висоти. З усіх звуків, а їх вісім — виходить суголосся єдиної гармонії (μίαν ἁρμονίαν συμφωνεῖν). Близько сирен на рівному від них відстані сидять, кожна на своєму престолі, інші три істоти — це мойри, дочки Ананко: Лáхесіс, Клотó і Áтропос — у всьому білому, з вінками на головах. Вони співають, [накладаючись] на гармонію сирен (ὑμνεῖν πρὸς τὴν τῶν Σειρήνων ἁρμονίαν): Лахесис про минуле, Клото — про сьогодення, Атропос — про майбутнє.
У римській літературі вчення про гармонію світу викладають Цицерон, в знаменитому «Сні Сципіона», і Макробій в коментарі до цього тексту Цицерона (II.1). Як і Платон, Цицерон видяліяє в небесній гамі (октаві, «гармонії») 8 ступенів, співвіднесених зі світилами: найвищий тон гами належить «зореносному колу небесному» (caeli stellifer cursus), найнижчий — Місяцю (Земля — нерухома, і звуків не видає). При цьому небесна музика проектується і на людську діяльність:
…Найвище небесне коло, що несе на собі зорі та обертається найшвидше, відтворює високий і різкий звук; з найнижчим звуком рухається місячне і найнижче коло; адже Земля, дев'ята за рахунком, завжди знаходиться в одному і тому ж місці, тримаючись посеред світу. Але вісім шляхів, два з яких мають однакову силу, видають сім звуків, розділених проміжками, це число, можна сказати, є вузол усіх речей. Відтворивши це на струнах і за допомогою співу, вчені люди відкрили собі шлях для повернення в це місце (тобто на небо) — подібно іншим людям, які, завдяки своєму видатному даруванню, у земному житті присвятили себе наукам, викликаним богами.
У небесній гамі Нікомаха («Посібник з гармонії», III) 7 звуків (вони ж ступені звукоряду Повної системи в об'ємі від гепати середніх до нети з'єднаних), причому порядок зворотний (Місяць видає найвищий звук, Сатурн найнижчий). Прив'язка світил до струн (сходами звукоряду), яка виконана Нікомахом, не має прототипів в збережених древніших текстах (у тому числі цієї прив'язки немає і у Цицерона). Боецій в «Музиці» (Mus. I,27) викладає будову небесної гами подвійно — і по Никомаху і по Цицерону. Інтерпретуючи свідчення Цицерона, Боецій (як раніше це робив Нікомах) пов'язує звуки світил зі струнами кіфари (ступенями звукоряду), розташовуючи їх в обсязі від меси (звук зоряного неба) до просламбаномена (звук Місяця). Таким чином, небесна гамма Боеція–Цицерона відповідає звукоряду (базового) гіподорійского ладу.
Ідея гармонії світу продовжила існування в західноєвропейській філософській та музично-теоретичній науці протягом Середніх віків та Відродження, знайшовши втілення у вченнях Йоганна Кеплера, Марена Мерсенна, Роберта Фладда, Афанасія Кирхера та інших.
Гармонію світу оспівали письменники, поети й композитори: Шекспір («Венеціанський купець» V.1), Гете (пролог до «Фауста»), Блок («зоряний хор»), Хіндеміт (опера і симфонія під назвою «Гармонія світу»).
У 2006 році мінімаліст Грег Фокс написав електронну композицію «Пісня сфер» (Carmen of the spheres), використовуючи реальні астрономічні дані орбіт дев'яти планет Сонячної системи.